# Réda Benzine
Réda Benzine, född 19 april 1971, är en algerisk friidrottare. Han deltog vid olympiska sommarspelen 1996 och olympiska sommarspelen 2000.